# Stenalcidia lacra
Stenalcidia lacra is een vlinder uit de familie van de spanners (Geometridae). De wetenschappelijke naam van de soort is voor het eerst geldig gepubliceerd in 1895 door Paul Dognin.